# Duitstalige Gemeenschapsverkiezingen 2004/Kandidatenlijst/CSP
Dit is de kandidatenlijst van de CSP voor de Duitstalige Gemeenschapsraadverkiezingen van 2004. De verkozenen staan vetgedrukt.

## Effectieven
1. Hubert Chantraine
2. Erwin Franzen
3. Patricia Creutz-Vilvoye
4. Gabriele Thiemann-Heinen
5. Eliane Dujardin
6. René Chaineux
7. Moni Heinen-Knaus
8. Otto Audenaerd
9. Irene Reinertz-Maraite
10. Paul Stas
11. Anne-Marie Stoffels-Küches
12. Hilde Maus-Michels
13. Yvonne Hilligsmann-Becker
14. Patrick Meyer
15. Hermann-Joseph Maus
16. Clarissa Willems
17. Vera Mennicken-Bauens
18. Fabienne Xhonneux
19. Anne Marenne-Loiseau
20. Herbert Grommes
21. Franz-Joseph Pauels
22. Manfred Schunck
23. Mathieu Grosch
24. Elmar Keutgen
25. Joseph Maraite